# Areias (Ferreira do Zêzere)
Areias is een plaats (freguesia) in de Portugese gemeente Ferreira do Zêzere en telt 1.772 inwoners (2001).